# Konstantin Konstantinovitj af Rusland
Konstantin Konstantinovitj af Rusland (russisk: Константи́н Константинович Романов; tr. Konstantin Konstantinovitj Romanov) (22. august 1858 — 15. juni 1915) var en russisk storfyrste, der var søn af storfyrst Konstantin Nikolajevitj af Rusland og prinsesse Alexandra af Sachsen-Altenburg.

## Biografi

### Tidlige liv
Konstantin Konstantinovitj blev født den 22. august 1858 i Strelna udenfor Sankt Petersborg i Det Russiske Kejserrige. Han var det fjerde barn og anden søn af storfyrst Konstantin Nikolajevitj af Rusland i hans ægteskab med prinsesse Alexandra af Sachsen-Altenburg.

### Ægteskab
Storfyrst Konstantin giftede sig den 27. april 1884 i Sankt Petersborg med prinsesse Elisabeth af Sachsen-Altenburg. De fik ni børn, der fik tillagt titel af prinser og prinsesser af Rusland.

### Død
Storfyrst Konstantin døde 56 år gammel den 15. januar 1915 i Pavlovsk udenfor Sankt Petersborg.

## Eksterne links
- Wikimedia Commons har flere filer relateret til Konstantin Konstantinovitj af Rusland